# Джери Олшън
Джери Олшън (на английски: Jerry Oltion) е плодовит американски писател на произведения в жанра научна фантастика. Пише и под псевдонима Райън Хюз (Ryan Hughes).

## Биография и творчество
Джери Брайън Олшън е роден на 22 септември 1957 г. в Шеридан, Уайоминг, САЩ, в семейството на Джордж и Полин Олшън. През 1979 г. завършва Университета на Уайоминг с бакалавърска степен. След дипломирането си работи най-различни временни работи – градинар, зидар, дърводелец, работник в нефтено находище, лесничей, земемер, рок енд рол диджей, коректор, редактор, издател, компютърен консултант, корпоративен секретар и шофьор на боклукчийски камион.
На 11 август 1979 г. се жени за писателката Катлийн Палко.
Първият му разказ „Much Ado About Nothing“ е публикуван през 1982 г. в списанието „Аналог“. Автор е на над 150 разказа, от които над 80 в същото списание. През 1987 г. е удостоен от списанието с наградата на читателите за най-четен и публикуван автор.
Първият му роман „Frame of Reference“ е публикуван през 1987 г.
През 1997 г. новелата му „Abandon in Place“ е удостоен с наградата „Небюла“.
Джери Олшън е запален любител астроном. Прави сам малки телескопи, включително „тракбол“ телескоп за автоматично следене на астрономически обект.
Джери Олшън живее със семейството си в Юджийн, Орегон.

## Произведения

### Самостоятелни романи
- Frame of Reference (1987)
- The Gigantic Three in One Complete History of the Universe (1994) – с Алън Бард
- The Darkness Before the Dawn (1995)
- Abandon in Place (2000)
- The Astronaut from Wyoming (2001) – с Адам-Трой Кастро
- With Stars in Their Eyes (2003) – с Адам-Трой Кастро
- Twenty Questions (2003)
- Paradise Passed (2004)

### Серия „Бягство“ (Getaway)
1. The Getaway Special (2001)
2. Anywhere But Here (2005)

### Участие в общи серии с други писатели

#### Серия „Роботи и извънземни“ (Isaac Asimov's Robot City: Robots and Aliens)
4. Alliance (1990)
6. Humanity (1990)
от серията има още 5 романа от различни автори

#### Серия „Стар Трек: Оригинална серия“ (Star Trek: The Original Series)
77. Twilight's End (1996)
81. Mudd in Your Eye (1997)
92. The Flaming Arrow (2000) – с Кати Олшън
от серията има още ~150 романа от различни автори

#### Серия „Стар Трек: Капитанска таблица“ (Star Trek: Captain's Table)
6. Where Sea Meets Sky (1998)
от серията има още 6 романа от различни автори

### Разкази и новели
частична библиография
- Much Ado About Nothing (1982)
- Oltion's Complete, Unabridged History of the Universe (1983)
- The Sense of Discovery (1983)
- Frame of Reference (1984)
- The Life of Boswell (1984)
- All Your Dreams Come True (1985) – с Кевин Хардисти
- The Basic Universe (1985)
- The Getaway Special (1985)
- Deja View (1986)
- In the Creation Science Laboratory (1987)
- The Love Song of Laura Morrison (1987)
- Neither Rain Nor Sleet Nor Weirdness (1987)
- What's a Nice Girl Like You... (1987)
- Alternating Current (1988)
- If You Wish Upon a Star... (1988)
- Sunstat (1988) – с Ли Гудлой
- Big Two-Sided River (1989)
- Contact (1992) – с Ли Гудлой
- Because It's There (1993)
„Защото е там“ в „Пътешествия по Речния свят“, изд. „МетаФикшън“, прев. Веселин Костов
- At the Crossroads: The Spacer's Tale (1995)
- Crucifixion (1995) – с Адам-Трой Кастро
- My Soul to Keep (1995)
- Park Rules (1995)
- Abandon in Place (1997) – награда „Небюла“
- The Astronaut From Wyoming (1999) – с Адам-Трой Кастро
- Renaissance Man (1999)

### Сборници
- Love Songs of a Mad Scientist (1993)